# 중국 무술

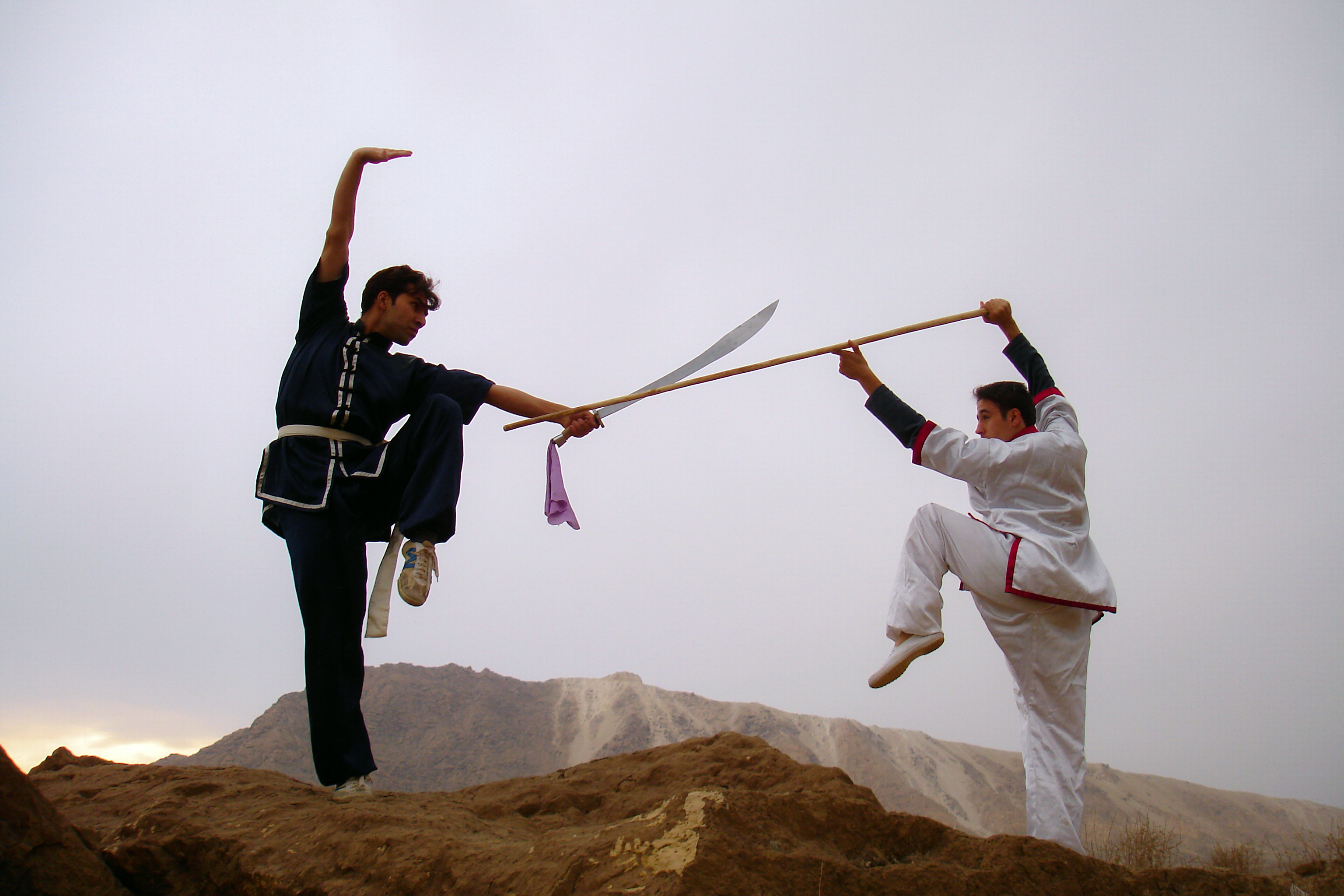
이란의 쿵후

종종 우산 용어 쿵후 ( /ˈkʌŋ ˈfuː/로 불리는 중국 무술/ˈkʌŋ ˈfuː/ ; 중국어: 功夫 : 功夫; 병음 : 궁푸 ; 광동식 예일 : gūng fū ), kuoshu(중국어: 國術 guóshù ) 또는 우슈(중국어: 武術 wǔshù )는 고대 중국에서 수세기에 걸쳐 발전한 여러 싸움 방식이다. 이러한 싸움 방식은 종종 무술의 "가족"으로 식별되는 공통 특성에 따라 분류된다. 이러한 특성의 예로는 고대 중국 철학, 종교 및 전설에서 영감을 받은 기타 모든 동물 (중국어: 五形) 흉내 또는 훈련 방법을 포함하는 소림권 (중국어: 少林拳) 신체 운동이 있다. 기 조작에 중점을 둔 스타일을 내가권(内家拳이라고 한다.
; nèijiāquán ), 근육 및 심혈관 건강 개선에 집중하는 다른 사람들을 외가정(外家外家拳이라고 한다.
; wàijiāquán ). 북방(北拳 과 같은 지리적 연관성 ; běiquán )과 남방(南拳 ; nánquán )은 또 다른 인기 있는 분류 방법이다.
중국 무술은 중화민국 초기에는 국가 예술이라고 불렸다.

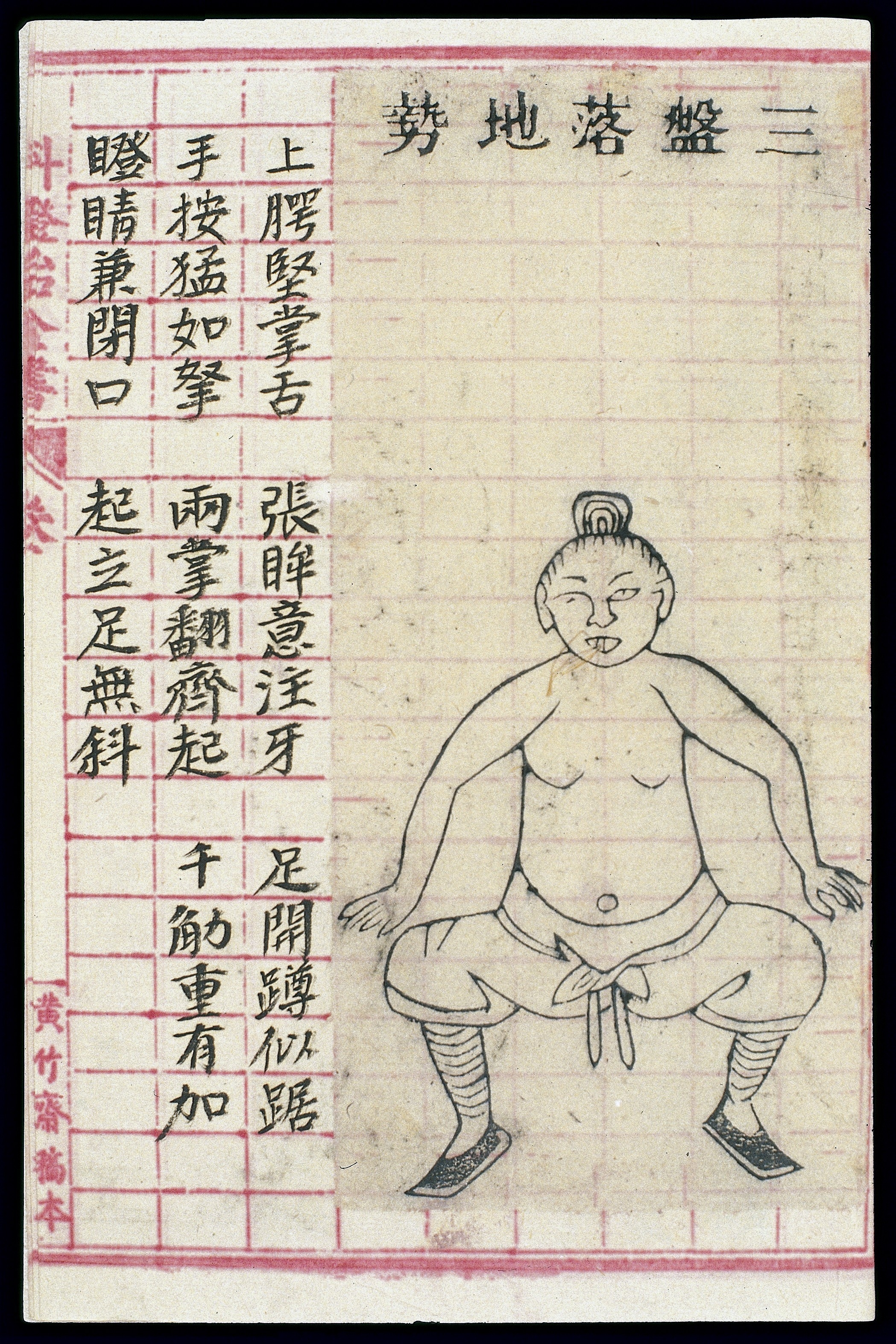
중국 무술 사진

## 중국 무술 종류
역사적 발전과 지리적 분포 사이의 관계로 인해 다양한 중국 무술의 종류가 등장했다.
- 전투 기술
- 은폐 무기 활쏘기 기술
- 전투 이론 및 전술
- 실제 연습

## 중국 무술의 기원
중국 무술은 고대 중국에서 자기 방어, 사냥 기술 및 군사 훈련의 필요성에 의해 생겼다. 16세기와 17세기 사이에 소림사 승려들은 무술을 수련하기 시작했고 무술은 소림사 승려의 삶에서 필수적인 부분이 되었다. 송나라와 원나라 시대에는 황실에서 무술 대회를 조직했으며 현대 무술 개념은 명나라와 청나라에서 발전했다. 청나라의 몰락과 일본의 침략, 중국 국공 내전의 혼란 과도기 동안 중국 무술은 많은 무술가들이 자신의 기술을 공개적으로 가르치면서 더 인기를 얻었다. 당시 일부 사람들은 무술이 민족의 자존심을 높이고 강한 국가를 건설하는 수단이라고 믿었다. 그 결과 많은 족보가 출판되었고, 훈련 학교가 설립되었으며, 두 차례의 국가 시험과 해외 시범 여행이 조직되었다. 중국의 여러 지역과 다양한 해외 화교 사회 지역에 많은 무장 예술 협회가 설립되었다.

## 무술 의례
갑골에 새겨진 ‘무’(巫)를 보면 이 글자는 “비를 기원하는 것 혹은 비를 기원하며 춤을 추는 것”과 관련이 있다. 농경 민족에게 하늘에서 내리는 비는 생존과 직결된 문제였기에, 무사가 해야 할 가장 큰 일은 비를 부르며 춤을 추는 것이었다. 이런 가무 행위를 ‘무술 의례’라고 부른다. 주목할 것은 이때의 하늘이 인간이 무조건 복종해야 할 초월적 절대자가 아니었다는 사실이다. 하늘은 인간 세계에 길과 복을 주어야 할 대상, 그래서 필요하다면 무술 행위를 통해 강박하고 제어해야 할 대상이다. 더 주목할 것은 무술 의례에서 ‘정감적 요소’가 매우 중요했다는 사실이다. 무술 의례는 무사와 참가자가 모두 무아지경에 빠지는 광적인 양상을 띠었다. 무아지경의 광적 양상은 인간 이성의 제어를 받아 엄격한 형식과 복잡한 의례를 갖추었다. 광기와 규율이 결합한 것이다.

## 같이 보기
- 십팔반병기
- 우슈